# 浜田マリン大橋

浜田マリン大橋（はまだマリンおおはし）は、島根県浜田市の浜田漁港に架かる道路橋の名称である。

## 概要
1999年（平成11年）に開通。島根県浜田市の原井地区と瀬戸ケ島地区を結ぶ、全長615メートル（うち取付橋梁部310メートル）主塔高89メートル（海面高92メートル）の斜張橋である。これは、国内の漁港施設の斜張橋としては最も長い。